# Carpelimus impressus
Carpelimus impressus är en skalbaggsart som först beskrevs av Lacordaire 1835.  Carpelimus impressus ingår i släktet Carpelimus, och familjen kortvingar. Arten är reproducerande i Sverige.